# Atrophacanthus japonicus
Atrophacanthus japonicus är en fiskart som först beskrevs av Toshiji Kamohara 1941.  Atrophacanthus japonicus ingår i släktet Atrophacanthus och familjen Triacanthodidae. Inga underarter finns listade.